# Фрайбург-Товарний
48°00′58″ пн. ш. 7°50′46″ сх. д. / 48.016191° пн. ш. 7.846013° сх. д.

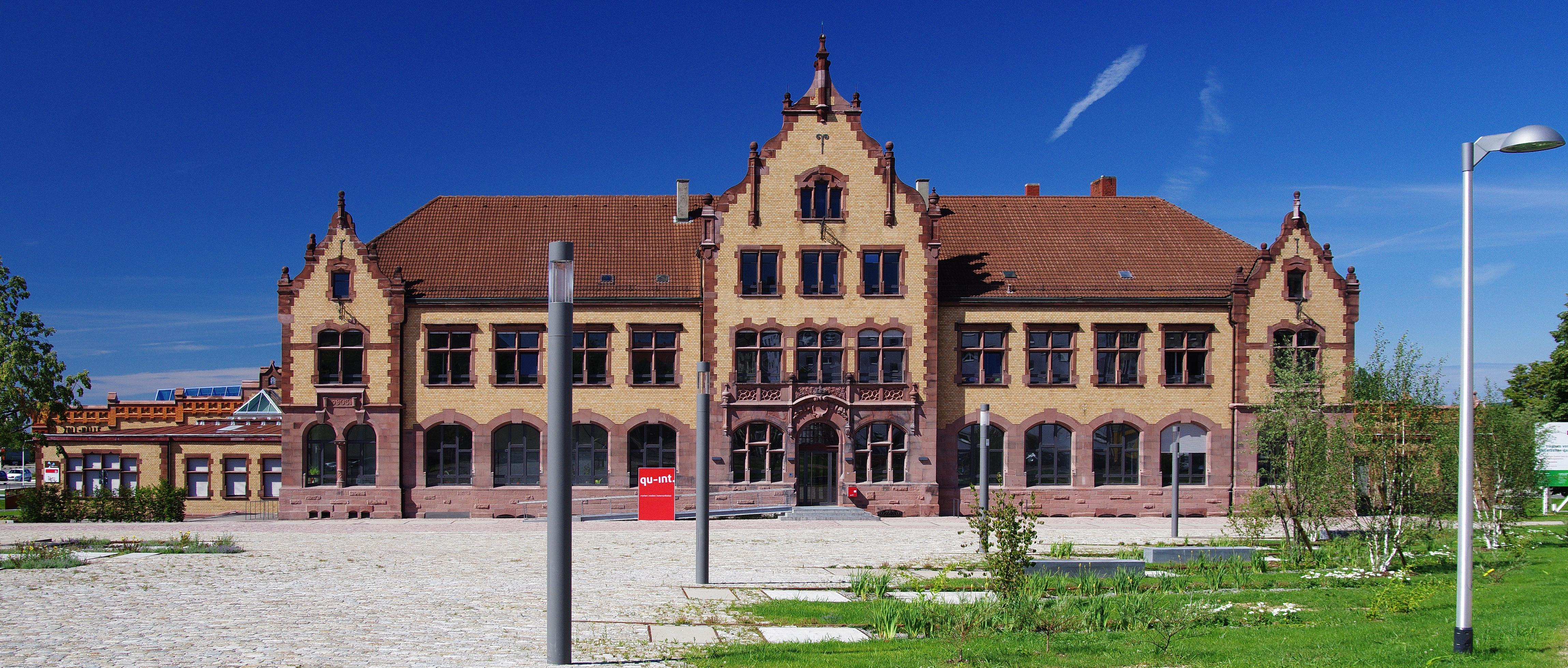
Старий митний двір з новим фасадом, який тепер використовується для інших цілей після ремонту.

Колійна схема станції Фрайбург-Товарний

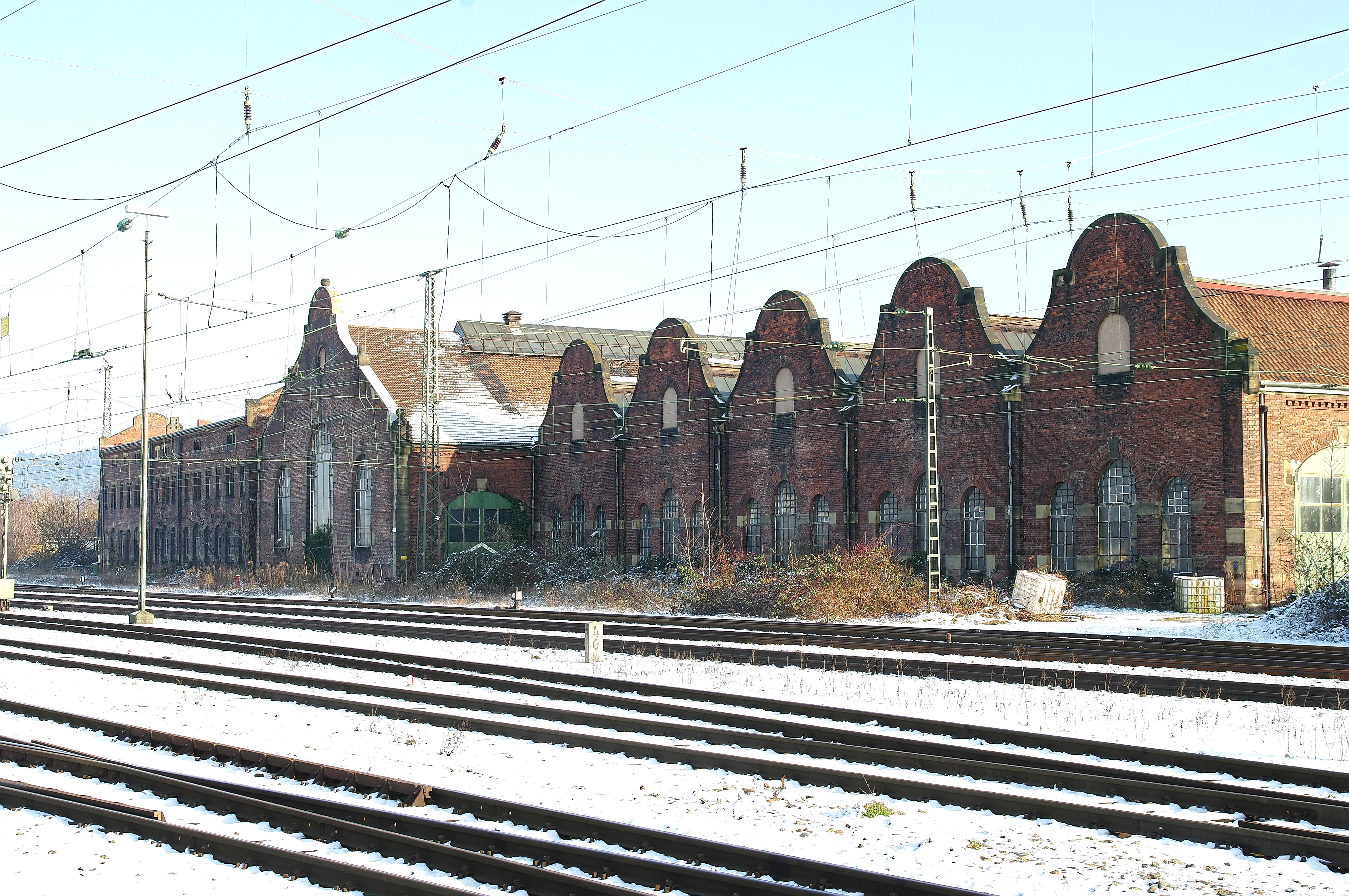
Старе локомотивне депо

Фрайбург-Товарний (нім. Freiburg (Breisgau) Güterbahnhof) — товарна станція у районі Фрайбурга Брюль. 
Побудована в 1901-05 рр., 
щоб відокремити вантажний трафік від трафіку через станцію Фрайбург-Головний, оскільки він не справлявся із різко збільшеним вантажним трафіком.

## Розташування та сполучення
Станція сполучена із залізничною мережею через двоколійну, 
одинадцятикілометрову вантажну обхідну лінію Гундельфінген — Лойтерсберг.
До залізничної лінії на Брайзах можна дістатися через колійний пост Гайденгоф, поворотна колія якого також забезпечує доступ до Геллентальбану.

## Історія
Спочатку існуюча вантажна станція в Штюлінгері, на південь від Фрайбург-Головний, мала бути розширена. Проте через протестами громадськості, її згодом побудували у незабудованій місцевості, яка пізніше стане районом Брюль. Колишню вантажну зону на Фрайбург-Головний закрили.
Під час Першої світової війни прокладено метрову трамвайну колію від сьогоднішньої зупинки Ренвег через Нойлінденштрассе та Рампенштрассе до Цолльгалленплац, за для транспортування поранених до численних госпіталів по всьому місту. Призначені для цього трамваї там чекали біля вантажної рампи прибуття госпітальних поїздів. Трамвай міг перевозити дванадцять тяжкопоранених, які лежали на ношах на хрестоподібно покладених дошках. Після Першої світової війни колія через Нойлінденштрассе багато років слугувала, у скороченій формі, для сполучення колишнього залізничного депо на Кайзерстульштрассе.
Також побудували гейт між трамваєм і Баденською державною залізницею у цивільній частині вантажного двору. Ця колія вела від тодішньої кінцевої станції, яка була розташована на розі Айхштеттер-штрассе та Вальдкірхерштрассе, до вантажного двору для прямого перевантаження. Гейт існував до початку 1980-х років, коли вагони GT8K доставлено до Фрайбурга через це, чотириколійне, сполучення.
Під час Другої світової війни сортувальна станція зазнала руйнувань:
- 27 листопада 1944 року: кілька головних колій уражено, лінії до Фрайбург-Південний та Гайденгоф закриті після бомбардування;
- 22 грудня 1944: кілька колій, а також в'їзди та з'їзди пошкоджені бомбами;
- 30 грудня 1944 року: через кілька бомбових атак вибухнув потяг з боєприпасами, зруйновано будівля управління поїздами та перервано лінії зв’язку;
- 15 січня 1945: дільниці навколо вантажної залізничної лінії закриті після бомбардувань;
- 8 лютого 1945 р.: великі пошкодження колії, незначні пошкодження після бомбардувань;
- 13 лютого 1945: одна колія пошкоджена і 15 вагонів знищено або пошкоджено комбінованою атакою з використанням бомб і бортової зброї;

Проте атаки під час Першої світової війни не завдали значних руйнувань.
Назву Фрайбург-Товарний станція здобула в 1977 році шляхом злиття транспортно-розвантажувальної та сортувальної станції.
У 1980-х роках розпочався демонтаж товарного двору — демонтовано колійну групу B. З тих пір територія колишньої станції забудовується. На вантажній обхідній лінії є лише трафік поїздів перевезення колісного транспорту.

## Операції
Обробка вантажів залізницею значно скоротилася за останні десятиліття, тому товарна станція використовується майже виключно як перевантажувальний пункт для поїздів перевезення колісного транспорту. Потяги з/до Новари в Італії відправляються або прибувають на вантажну станцію до восьми разів на день. Станція все частіше використовується як місце для компаній середнього розміру та як місце проведення культурних заходів.
Також щодня курсує сміттєвий поїзд, який складається з BR 203 і кількох S-вагонів із закритими контейнерами з Фрайбурга до Гайтерсгайму/Ешбаха до сміттєспалювального заводу TREA і назад. Потяги перечіпляються на вантажній станції та повертаються до Фрайбурга увечері.
Стара сполучна крива із залізницею Брайзаха щодня використовується наскрізними поїздами до/з Брайзаху. Крім того, взимку щодня курсує пара наскрізних поїздів 55691/55690 до/з університетської лікарні. Цей потяг, який зазвичай складається з одного-трьох вагонів Fcas, постачає опалювальну установку клініки деревними пелетами. Ці послуги надає SWEG.